# Воля-Пасіконська
Воля-Пасіконська (пол. Wola Pasikońska) — село в Польщі, у гміні Кампінос Варшавського-Західного повіту Мазовецького воєводства.
Населення — 264 особи (2011).
У 1975-1998 роках село належало до Варшавського воєводства.

## Демографія
Демографічна структура станом на 31 березня 2011 року:
|          | Загалом | Допрацездатний вік | Працездатний вік | Постпрацездатний вік |
| -------- | ------- | ------------------ | ---------------- | -------------------- |
| Чоловіки | 130     | 29                 | 85               | 16                   |
| Жінки    | 134     | 31                 | 76               | 27                   |
| Разом    | 264     | 60                 | 161              | 43                   |